# 安南區全民運動館
安南區全民運動館是一座興建中的全民運動館，位於臺南市安南區九份子重畫區，由九穗聯合建築師事務所設計及監造。經費約為2.6億元，於2023年5月19日舉行動土儀式，預計2025年10月落成啟用。

## 館內設施
全民運動館由坐落於滯洪河道兩邊的建築組成，2棟建築皆為2層樓，A棟設有韻律教室、健身房、瑜珈室，B棟有1座籃球場、4座羽球場與全齡體能訓練場。